# Arnoltovice
Die Burg Arnoltovice (deutsch Burg Arnoltowitz) befand sich oberhalb der Ortschaft Poličná im Südosten der Kelčská pahorkatina in Tschechien.

## Geographie
Die Burg befand sich nordöstlich von Poličná in der Ortslage Štěpnice auf dem Němčíkův kopec, einem südlichen Ausläufer des Junákov, linksseitig über dem Zusammenfluss der Vsetínská Bečva und Rožnovská Bečva zur Bečva.

## Geschichte
Die Burg entstand wahrscheinlich im 13. Jahrhundert im Zuge der großen Kolonisation der mährischen Randgebiete durch das Bistum Olmütz. Als Gründer der Burg wird der Vater des bischöflichen Marschalls Georgius Arnoltovicz, ein Ritter Arnolt, angesehen. Sein Nachfahre Jeneč bzw. Jan gebrauchte 1358 das Prädikat de Arnoldisdorf und 1362 de Arnoltovicz. Ihre erste urkundliche Erwähnung erfolgte 1376. Zusammen mit der Schaumburg bildete die Burg Arnoltowitz im Mittelalter einen wesentlichen Stützpunkt des Bistums in Ostmähren. Die bischöfliche Lehnsherrschaft Arnoltowitz umfasste das Städtchen Meziříčí und mehrere umliegende Dörfer. Der Sitz der Herrschaft wurde in der Mitte des 15. Jahrhunderts nach Meziříčí verlegt. Zwischen 1480 und 1504 erlosch die Burg.

## Bauwerk
Von der ehemals bedeutsamen Anlage sind nur noch Bodendenkmale erhalten.